# Bianca Knight
Bianca Knight, ameriška atletinja, * 2. januar 1989, Pearl, Misisipi, ZDA.
Nastopila je na poletnih olimpijskih igrah leta 2012, kjer je osvojila naslov olimpijske prvakinje v štafeti 4x100 m s svetovnim rekordom 40,82 s. Na svetovnih prvenstvih je osvojila naslov prvakinje v štafeti 4x100 m leta 2013.